# Ветар који њише јечам
Ветар који њише јечам (енгл. The Wind That Shakes the Barley) је ратна драма из 2006. у режији Кена Лоуча, смештена у време Ирског рата за независност (1919–1921) и Ирског грађанског рата (1922–1923). Ова драма, коју је написао дугогодишњи Лоучов сарадник Пол Лаверти, приказује измишљену причу о двојици браће из округа Корк, Дејмијену О’Доновану (Килијан Марфи) и Теди О’Доновану (Падрејк Дилејни), који се придружују Ирској републиканској армији да би се борили за независност Ирске од Уједињеног Краљевства.
Филм је добио назив по песми Роберта Двајера Џојса „The Wind That Shakes the Barley“, песме смештене током побуне у Ирској 1798. године, која је приказана на почетку филма. На филм је велики утицај имао роман Волтера Мекена „Ужарени ветар“ из 1964. године.
Критички широко хваљен, филм је освојио Златну палму на Филмском фестивалу у Кану 2006. Лоучов највећи успех на благајнама до сада, филм је добро примљен широм света и поставио рекорд ка ирски филм независне продукције са највећом зарадом, док га није надмашио филм Чувар.

## Радња
Два брата, Дејмијен и Теди, боре се за независност Ирске. Дејмијен одлучује да одложи своје планове да оде у Лондон како би наставио своју медицинску каријеру након што је био сведок страшних зверстава коју су извршиле британске паравојне формације. Када је 1921. потписан мировни уговор са Великом Британијом, браћа се нађу на супротстављеним странама у наступајућем грађанском рату.